# Uvaria japonica
Uvaria japonica este o specie de plante angiosperme din genul Uvaria, familia Annonaceae, descrisă de Carl von Linné. Conform Catalogue of Life specia Uvaria japonica nu are subspecii cunoscute.